# Vanilline
 (novembre 2013).
Si vous disposez d'ouvrages ou d'articles de référence ou si vous connaissez des sites web de qualité traitant du thème abordé ici, merci de compléter l'article en donnant les références utiles à sa vérifiabilité et en les liant à la section « Notes et références ».
La vanilline est un aldéhyde aromatique naturel qui se développe dans les gousses de vanille lors de la préparation de celles-ci comme épice. 

On l'utilise pour faire des arômes naturels.

## Origine
La vanilline est, parmi les multiples composants de l'arôme naturel de la vanille, le plus important et le plus caractéristique. Elle représente 0,75 % à 2 % de la masse de la gousse. Une gousse pesant autour des trois grammes n'en contient que 22 à 60 mg.
Elle a été extraite pour la première fois à l'état pur par le chimiste Théodore Nicolas Gobley par macération de la vanille dans l'alcool à 85°, suivie d'une extraction à l'éther. La substance brune très odorante qu'il obtient après évaporation est portée à ébullition dans l'eau, puis filtrée à chaud. La vanilline est finalement isolée après plusieurs recristallisations successives sous forme de longues aiguilles incolores.
La vanilline a pour la première fois pu être synthétisée en 1874 par Wilhelm Haarmann et Ferdinand Tiemann, à partir de coniférine, un dérivé d'isoeugénol qu'on trouve dans l'écorce de pin. Karl Reimer propose deux ans plus tard, en 1876, une nouvelle voie de synthèse à partir du gaïacol.

## Propriétés physiques et chimiques
La molécule est un aldéhyde aromatique, d'où  ses autres appellations de vanillaldéhyde ou aldéhyde vanillique. En solution, en présence de fer et d'un autre composé alcalin, l'aldéhyde développe une couleur rouge et perd son pouvoir odorant.
La vanilline a une odeur similaire à la vanille avec un goût sucré. Son intensité aromatique est cependant de deux à quatre fois moins puissante que celle de l'éthylvanilline.

## Production, synthèse et extraction
La vanilline peut être fabriquée à faible coût par divers procédés, alors que la vanille est très chère à produire et à préparer. C'est ainsi que la production industrielle de la vanilline et son utilisation dans l'alimentation et les parfums sont devenues bien plus importantes que la production et l'usage de la vanille naturelle. De plus, en 2014, la production d'extrait naturel de gousses de vanille était estimée à 40 à 50 t par an, alors que la production d'arôme de vanille synthétique avoisinait les 20 000 tonnes par an.
À titre indicatif, 1 kg de gousses de vanille entière valait environ 500 $ en 2017 quand 1 kg d'arôme artificiel de vanille liquide coûtait environ 10 $ en 2014,.

### Synthèse à partir du gaïacol
En 1876, Karl Reimer a préparé la vanilline à partir du gaïacol. Après dissolution du gaïacol dans une solution d'hydroxyde de potassium, on fait réagir le tout avec du chloroforme. Cette réaction donne lieu à la formation de vanilline ainsi que d'un isomère, la méthoxyaldéhyde salicylique. Les deux composés ainsi formés sont séparés par distillation à la vapeur d'eau sous pression de 2 atmosphères[réf. nécessaire].

### Synthèse à partir du 4-hydroxybenzaldéhyde
La vanilline peut être synthétisée à partir de la 4-hydroxybenzaldéhyde. Cette préparation s'effectue en deux étapes impliquant une substitution électrophile aromatique pour incorporer un atome brome sur le cycle aromatique suivi d'une méthoxylation organométallique à l'aide d'un catalyseur de cuivre.

### Synthèse à partir de l'eugénol
L'eugénol est extrait du clou de girofle.
L'eugénol (1) est transformé en isoeugénol (2), puis en acétate d'isoeugénol, puis en acétate de vanilline, puis en vanilline,.

### Synthèse à partir de la lignine
On utilise la lignine récupérée des eaux résiduaires de l'industrie de la pâte à papier. Cette voie de synthèse oxyde les acides lignosulfoniques à l'aide de l'oxydation par voie humide.

### Biogénèse à partir des résidus sucriers de la betterave, de l'industrie du maïs ou du riz
Un processus de décomposition de l'acide férulique de résidus industriels de maïs ou de betterave sucrière (par un champignon) permet d'aboutir à un arôme riche en vanilline,. Le procédé étant biochimique, l'arôme peut être considéré comme arôme naturel et étiqueté comme tel dans la composition de préparations alimentaires. Solvay a développé un procédé de bioconversion de l'acide férulique, provenant de son de riz, en vanilline, commercialisé sous le nom de « Rhovanil Natural CW ».

### Extraction à partir de matières fécales de bétail
En 2006, une scientifique japonaise, Mayu Yamamoto, isole de la vanilline à partir de bouse de vache ; l'année suivante elle reçoit le prix Ig Nobel pour cette découverte.

### Recherche et développement
Une méthode nouvelle, présentée en 2017 par des universitaires indiens comme étant plus respectueuse de l'environnement, utilise — à pression atmosphérique — un catalyseur composé d'éléments non rares (silice et cuivre) pour efficacement isoler la vanilline en la séparant des autres composés dans de l'eau bouillante.
Ce catalyseur peut être recyclé quatre fois sans perdre de son efficacité alors que les catalyseurs traditionnels devaient être remplacés après une utilisation.

De plus cette méthode ne produit plus d'eaux résiduelles à pH extrêmement élevé (qui nécessitaient une neutralisation à l'acide chlorhydrique avant rejet dans l'environnement).

## Différences aromatiques avec la vanille
Il est estimé que la vanilline extractible de la gousse de vanille n'est que d'environ 2%. Cependant, l'arôme provenant de la gousse de vanille possède un profil sensiblement différent de la vanilline synthétique pure. La différence de qualité provient de la complexité et de la richesse de l'arôme naturel de vanille qui contient de nombreux autres composants, alors que la vanilline obtenue par synthèse est chimiquement pure. Cependant, certains procédés produisant de la vanilline à partir de ressources naturelles telles que la lignine produisent un arôme plus complexe que la vanilline pure, grâce à la présence d'impuretés aromatiques.

## Production mondiale
La vanilline est l'arôme le plus fabriqué dans le monde, devançant de loin les arômes chocolat et café ; la production d'arômes de vanille est estimée à 25 000 t/an.

## Utilisation
- La vanilline est utilisée pour ses propriétés aromatisantes, soit seule soit en tant que constituant d'un arôme. Il ne faut pas en abuser dans l'arôme car elle possède un goût amer à haute dose. La vanilline (numéro Fema GRAS 3107[9]) est utilisée dans la création d'arôme vanille, chocolat et banane.
- C'est un produit intermédiaire pour la production de plusieurs dérivés à usage pharmaceutique.
- Ses propriétés chimiques la font parfois utiliser dans certaines réactions en chimie analytique, notamment sous la forme de sulfovanilline.
- On lui attribue également des vertus aphrodisiaques.[réf. nécessaire]
- La vanilline sulfurique (mélange dans l'acide sulfurique concentré) est utilisée pour doser les terpènes par colorimétrie
- La vanilline est aussi utilisée en tant qu'additif dans des liquides de cigarettes électroniques.